# Bälttigerfluga
Bälttigerfluga (Temnostoma sericomyiaeforme) är en tvåvingeart som först beskrevs av Josef Aloizievitsch Portschinsky 1886.  Bälttigerfluga ingår i släktet tigerblomflugor, och familjen blomflugor. Enligt den finländska rödlistan är arten nära hotad i Finland. Arten är reproducerande i Sverige. Artens livsmiljö är friska och lundartade naturmoar.